# Perché sono cattolico
Perché sono cattolico è un saggio dello scrittore e giornalista inglese Gilbert Keith Chesterton.

## Contenuto
Il libro raccoglie alcuni dei saggi pubblicati dall'autore in The Thing: Why I Am a Catholic (La Chiesa viva e La mia fede nelle traduzioni italiane) e in The Well and the Shallows (Il pozzo e le pozzanghere) scritti rispettivamente nel 1929 e nel 1935.
Il libro è suddiviso in nove capitoli, preceduti da una presentazione del cardinale Giacomo Biffi. I capitoli dal secondo al quinto sono tratti da The Thing, quelli dal sesto al nono da The Well and the Shallows, mentre il saggio che dà il titolo all'opera, è contenuto in Twelve modern apostles and thir creeds.

### Capitoli
- 1. Perché sono cattolico

Questo breve saggio, scritto nel 1926, affronta la critica, a volte rivolta alla Chiesa, di non essere al passo con i tempi e di essere ostile al progresso.
- 2. L'umanesimo è una religione?
- 3. Ostinatamente ortodosso
- 4. Perché sono cattolico II

Scritto nel 1929, tratta delle differenze tra protestantesimo e cattolicesimo.
- 5. La rivolta contro le idee
- 6. Le mie sei conversioni

In questo capitolo, scritto nel 1935, l'autore descrive sei casi in cui la sua fede ha trovato conferma e in occasione dei quali si sarebbe convertito "senza esitazione", ovviamente se la sua conversione non ci fosse già stata. Il primo paragrafo (La religione dei fossili) rappresenta un'introduzione all'argomento. 
- - I) La religione dei fossili
  - II) Quando il mondo tornò indietro
  - III) Arrendersi al sesso
  - IV) Il problema del Libro delle Preghiere anglicano
  - V) Il crollo del materialismo
  - VI) Il caso della Spagna
  - VII) In profondità e in superficie
- 7. Tommaso Moro
- 8. La personalità nel mondo moderno
- 9. Tre nemici della famiglia

Segue un'appendice con il "Piccolo vademecum chestertoniano".

## Edizioni
- Gilbert Keith Chesterton, Perché sono cattolico (e altri scritti), Gribaudi, 2007 (1994),  p. 146, ISBN 978-88-7152-371-2.
- Gilbert Keith Chesterton, La Chiesa viva, Paoline, 1955,  p. 299.
- Gilbert Keith Chesterton, La mia fede, Lindau, 2010,  p. 322, ISBN 978-88-7180-889-5.
- Gilbert Keith Chesterton, Il pozzo e le pozzanghere, Lindau, 2012,  p. 328, ISBN 978-88-7180-943-4.